# Juventino Kestering
Dom Juventino Kestering (São Ludgero, 19 de maio de 1946 — Rondonópolis, 28 de março de 2021) foi um bispo católico brasileiro. Foi o terceiro bispo de Rondonópolis–Guiratinga.
Morreu em 28 de março de 2021, aos 74 anos de idade, de COVID-19.

## Biografia

### Juventude e presbiterado
Nasceu na comunidade do Morro do Gato, hoje Morro do Cruzeiro, circunscrita ao município de São Ludgero, sul do Estado de Santa Catarina. Foi o terceiro dos dez filhos de Amália Daufenbach e Antônio Kestering (in memoriam), agricultores descendentes de alemães.
Fez seus estudos primários na escola desdobrada de Morro do Cruzeiro. Em 9 de novembro de 1956, fez a sua 1ª Comunhão Eucarística. Aos treze anos, ingressou no Seminário Menor de Nossa Senhora de Fátima, em Tubarão (SC), no dia 12 de fevereiro de 1959, onde cursou o ensino médio, até 1967.
Determinado a seguir carreira religiosa, cursou Filosofia na Universidade Federal do Paraná (1968-1971) e Teologia no Instituto Teológico de Curitiba (1970-1973). Em 19 de fevereiro de 1973, na Matriz da Paróquia de São Ludgero, foi ordenado diácono e, no dia 14 de julho do mesmo ano, pela imposição das mãos de Dom Frei Anselmo Pietrulla, OFM, foi ordenado presbítero. Celebrou a primeira missa na igreja de São Pio X, em sua terra natal. Dois meses depois, assumiu a missão de vigário paroquial na Catedral Diocesana de Tubarão.
Dedicou-se às comunidades e à formação de leigos, à formação de catequistas e à elaboração dos primeiros roteiros de catequese da Diocese de Tubarão. Em 25 de janeiro de 1988, a pedido da Conferência Nacional dos Bispos do Brasil, transferiu-se para Brasília, assumindo a Assessoria Nacional da Catequese, representando a CNBB em congressos e reuniões internacionais. Em 8 de agosto de 1991, deixou a CNBB para assumir o Departamento de Pastoral no Instituto Teológico de Santa Catarina (ITESC) e, ao mesmo tempo, a administração do Seminário Teológico de Tubarão. Tornou-se reitor do dito seminário em 1996.

### Ministério episcopal
Em 19 de novembro de 1997, o Papa João Paulo II nomeou-o bispo da Diocese de Rondonópolis, no Estado do Mato Grosso. Recebeu a ordenação episcopal aconteceu no dia 8 de março de 1998 na Catedral Nossa Senhora da Piedade, em Tubarão, pelas mãos de Dom Hilário Moser, SDB, ordinário daquela diocese, tendo como co-consagrantes Dom Eusébio Oscar Scheid, SCJ, então arcebispo de Florianópolis, e Dom Frei Osório Willibaldo Stoffel, OFM, a quem Dom Juventino sucedia, assumindo como lema "Enviou-me para evangelizar". Tomou posse no dia 22 daquele mesmo mês.
Uma das suas primeiras ações foram a reorganização da catequese, o apoio ao Centro Teológico Catequético, a elaboração dos roteiros da catequese, bem como o pastoreio da diocese. Assumiu também a missão de bispo referencial de catequese de Vida Religiosa e presidente do Regional Oeste 2 da CNBB, cuja missão centralizou-se na construção do Studium Eclesiástico Dom Aquino Correia (SEDAC), atual Faculdade Católica de Mato Grosso. Em nível nacional, de 1999 a 2010, foi membro do Grupo de Reflexão Catequetica (GRECAT) e bispo membro da Comissão Bíblica Catequética. Em 2007 assumiu o Departamento de Catequese do CELAM, missão que exerceu até julho de 2010.
Como bispo de Rondonópolis, ampliou o Seminário Jesus Bom Pastor, em Várzea Grande (MT), ordenou 17 padres diocesanos, deu continuidade na formação de leigos como: a Escola de Teologia para Leigos, o Teológico Catequético para formação de catequistas, formação dos ministros, grupos de família, entre outros. Valorizou a Campanha da Fraternidade e Pastoral Vocacional. Também era ligado à causas socioambientais e aos direitos humanos.
Durante seu episcopado aconteceram as mudanças geográficas com anexação de mais cinco paróquias, anteriormente pertencentes à Diocese de Guiratinga, suprimida em 25 de junho de 2014, passando a ser Diocese de Rondonópolis-Guiratinga.

### Morte
Dom Juventino pereceu vítima da pandemia de COVID-19. Começou a sentir os sintomas em 25 de fevereiro de 2021. Testou positivo e deu início ao seu tratamento em casa. Em 11 de março, febril e com baixa saturação, foi levado a um hospital particular de Rondonópolis e teve que ficar internado. Após sete dias, embora sem apresentar mais apresentar o vírus da doença ativo em seu organismo, Dom Juventino estava com seus pulmões comprometidos e precisou ser entubado. Nesta ocasião, recebeu a Unção dos Enfermos.
Na manhã de 28 de março de 2021, Dom Juventino sofreu uma parada cardíaca e faleceu. Por não correr mais risco de transmissão, houve velório na Catedral de Santa Cruz. A comunidade local também realizou uma missa antes do sepultamento, em homenagem ao bispo, e depois saíram em cortejo para o enterro do corpo, que se deu na cripta da catedral, como reza o costume da Igreja Católica.